# Trochocyathus efateensis
Trochocyathus efateensis är en korallart som beskrevs av Stephen D. Cairns 1999. Trochocyathus efateensis ingår i släktet Trochocyathus och familjen Caryophylliidae. Inga underarter finns listade i Catalogue of Life.